# Giải vô địch bóng đá nữ U-18 châu Âu 2001
Giải vô địch bóng đá nữ U-18 châu Âu 2001 là Giải vô địch bóng đá nữ U-18 châu Âu thứ tư (sau đổi thành Giải vô địch bóng đá nữ U-19 châu Âu), diễn ra từ ngày 26 tới 28 tháng 7 năm 2001. Đức lần thứ hai lên ngôi vô địch sau chiến thắng trước Na Uy trong trận chung kết.

## Bán kết
| Na Uy        | 1 – 0 | Đan Mạch |
| ------------ | ----- | -------- |
| Andersen 80' |       |          |

| Đức                         | 2 – 0 | Tây Ban Nha |
| --------------------------- | ----- | ----------- |
| Barucha 31' · Wimbersky 88' |       |             |

### Tranh hạng ba
| Đan Mạch | 1 – 0 | Tây Ban Nha |
| -------- | ----- | ----------- |
| Gade 74' |       |             |

### Chung kết
| Na Uy            | 2 – 3 | Đức                                       |
| ---------------- | ----- | ----------------------------------------- |
| Knutsen 32', 83' |       | Wilmes 9' · Wimbersky 59' · Odebrecht 85' |

| Vô địch U-18 châu Âu 2001 |
| ------------------------- |
| · Đức · Lần thứ hai       |